# Sándwiches especiales de Burger King
Las hamburguesas especiales Burger King son una línea de hamburguesas desarrollada por la cadena internacional de restaurantes de comida rápida Burger King en 1978 e introducida en 1979 como parte de una nueva línea de productos diseñada para ampliar el menú de Burger King con platos más sofisticados y orientados a los adultos, más allá de las hamburguesas. Además, la nueva línea pretendía diferenciar a la empresa de otras hamburgueserías de comida rápida de la época. Desde la introducción de la línea, las otras hamburguesas se han ido retirando, dejando la de pollo, la Original Chicken Burger (hamburguesa de pollo original) (abreviada OCS), como producto principal. Además, otras hamburguesas que utilizan el mismo formato que la hamburguesa de pollo se han introducido en el menú de la empresa tanto a nivel nacional como internacional desde que se introdujo la línea de productos original.
Burger King comercializa la hamburguesa de pollo original con distintos nombres en todo el mundo, como Long Chicken, BK Chicken y Chicken Royale en los mercados internacionales en los que opera. La empresa también produce otras variantes que se adaptan específicamente a las preferencias de sabor o costumbres locales de las distintas regiones y países en los que opera. Para fomentar el interés por el producto, Burger King lanza ocasionalmente variantes de la línea de ofertas por tiempo limitado (LTO) con ingredientes o ingredientes diferentes, como jamón, salchicha italiana o pulled pork.

## Historia
A mediados de la década de 1970, Burger King tenía problemas con sus operaciones, franquicias e imagen. En 1978, Donald N. Smith fue contratado de McDonald's para ayudar a reestructurar las operaciones corporativas de Burger King con el fin de competir mejor con su antigua empresa y con Wendy's, una cadena entonces emergente. Como parte de una revisión operativa que bautizó como «Operación Fénix», Smith reorganizó las operaciones corporativas de Burger King e inició un plan de desarrollo de una nueva línea de productos que se convertiría en la línea Specialty Burger (hamburguesas de especialidad). El desarrollo comenzó ese año, y aunque la empresa descubrió que las nuevas líneas de productos añadirían un retraso aproximado de ocho segundos al tiempo de producción de los pedidos y costarían unos 39 millones de dólares en pérdida de productividad, el producto se introdujo en 1979. A pesar de estas posibles pérdidas de ventas y de los problemas de tiempo, los nuevos productos tuvieron éxito y las ventas de la empresa aumentaron un 15%.
Esta línea -con muchas hamburguesas que no eran de hamburguesa, incluidas las de pollo y pescado- amplió significativamente la amplitud del menú de Burger King. La cantidad de nuevas incorporaciones, varias hamburguesas nuevas elaboradas con ingredientes dispares, fue posible gracias al diseño de la cocina de Burger King. La cocina de la cadena se basa en un concepto más flexible que permite múltiples operaciones de flujo de trabajo en las que las estaciones de preparación se pueden reasignar más fácilmente. En comparación, la cocina de McDonald's en ese momento era un concepto de línea de montaje de diseño más rígido destinado a producir rápidamente un producto más uniforme y no se adaptaba fácilmente a nuevos productos. Este sistema más rígido impidió a McDonald's ampliar su menú para competir eficazmente con Burger King y otras cadenas similares que eran más flexibles y estaban mejor posicionadas para ampliar su menú.
La introducción de la línea Specialty Burger fue uno de los primeros intentos de una gran cadena de comida rápida de dirigirse a un grupo demográfico específico, en este caso adultos de entre 18 y 34 años, cuyos miembros estaban presumiblemente dispuestos a gastar más en un producto de mayor calidad. La nueva línea incluía la Original Chicken Burger, una hamburguesa de jamón y queso, una hamburguesa de rosbif (roast beef), una nueva hamburguesa de pescado llamada Long Fish Burger y una nueva hamburguesa llamada Sirloin Steak Burger. La hamburguesa de jamón y queso sustituyó a una versión anterior de hamburguesa de jamón y queso llamada Yumbo que se servía caliente y tenía el tamaño de una hamburguesa.  En 1981, la cadena probó una hamburguesa de ternera a la parmesana en zonas limitadas de Estados Unidos y la lanzó a escala nacional en 1982. También se vendió en Nueva Inglaterra como parte de una oferta por tiempo limitado (LTO) en 1988.
Aunque la mayor parte de la línea se ha descatalogado, la Original Chicken Burger sigue ofreciéndose en Norteamérica, Europa y otros mercados. La hamburguesa de jamón y queso era una oferta regional, sin embargo fue reintroducida a nivel nacional en los Estados Unidos como la Yumbo Burger en noviembre de 2014. El nombre Yumbo hace referencia a una hamburguesa más pequeña de los años setenta y principios de los ochenta que consistía en una hamburguesa de jamón y queso caliente servida en un panecillo de hamburguesa más pequeño. La Long Fish se dejó de ofrecer y la Whaler fish burger se reintrodujo en 1983, mientras que la Steak Burger se dejó de ofrecer por completo.

## Descripción del producto

### Sándwich de pollo original

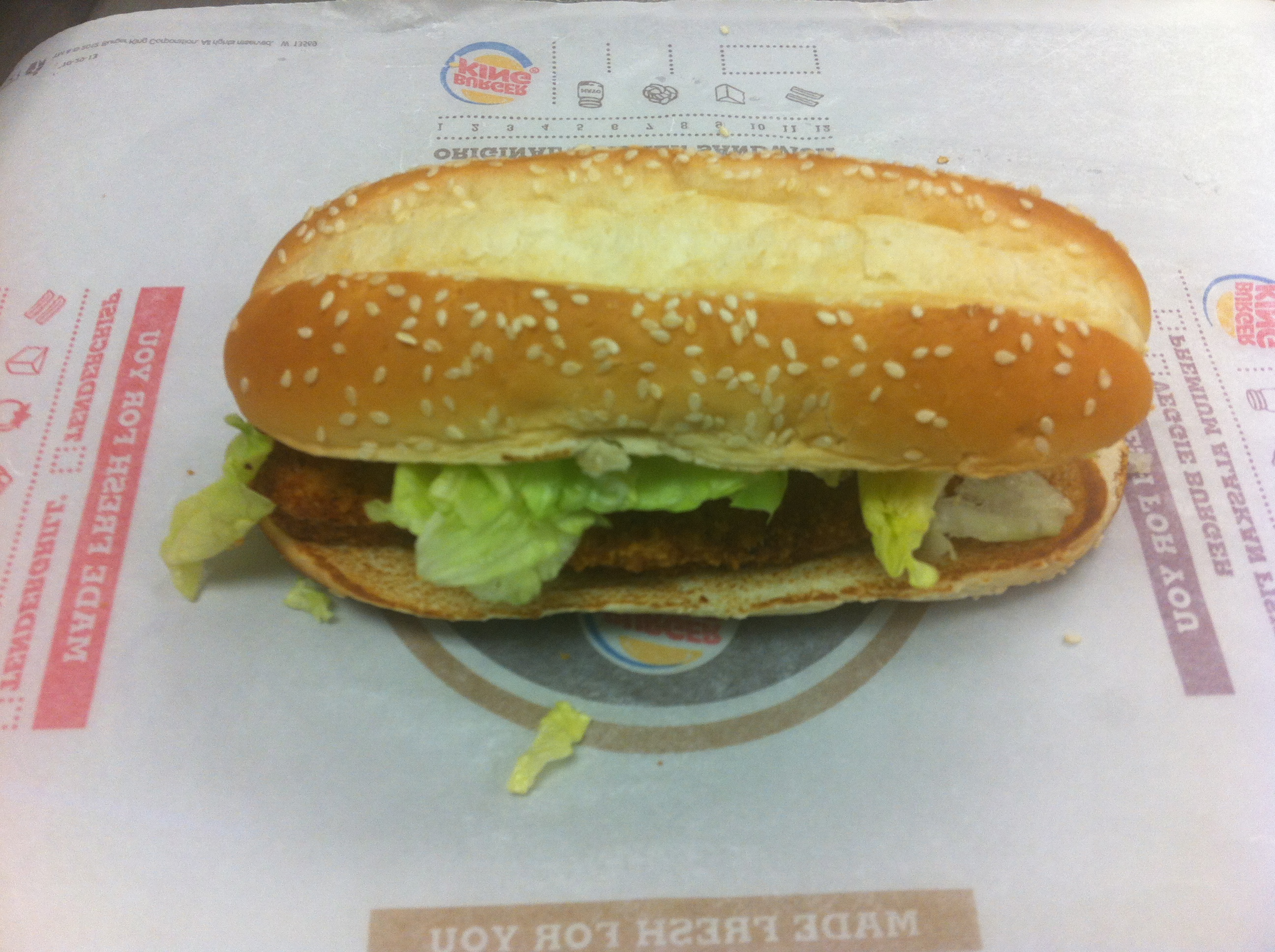
El sándwich de pollo original

El sándwich de pollo original consiste en una hamburguesa de carne blanca de pollo empanada y frita con mayonesa y lechuga en un panecillo estilo bocadillo con semillas de sésamo. Burger King también añade cualquier condimento que venda si se solicita, siguiendo su eslogan «Hazlo a tu manera».  Además, Burger King ha vendido diferentes variedades promocionales a lo largo de los años como ofertas de tiempo limitado (LTO), como el sándwich de pollo Philly con queso americano, pimientos y cebollas o el sándwich de pollo Angry servido con queso pepper jack, tocino, salsa «Angry», rodajas de jalapeño, mayonesa, lechuga y tomate. En algunos mercados el Pollo Original se llama «Pollo Royale», «Rey de Pollo» o «Pollo BK».

#### Variantes notables
La línea International Chicken Sandwiches se introdujo en 1988 y es un grupo de tres sándwiches con distintos ingredientes que se asocian a la cocina de varias regiones internacionales. El Italian Chicken Sandwich (sándwich italiano de pollo) es un sándwich de pollo a la parmesana con salsa marinara y mozzarella, el French Chicken Sandwich (sándwich francés de pollo) es un sándwich de pollo Cordon Bleu con mayonesa, jamón y queso suizo, y el American Chicken Sandwich (sándwich americano de pollo) lleva mayonesa, lechuga, tomate y queso americano. Sándwiches similares de inspiración regional incluyeron el Philly Chicken Sandwich, que era una versión de pollo de un sándwich Philly cheesesteak hecho con pimientos rojos y verdes, cebollas y queso, y el Hawaiian BK Chicken con mayonesa, lechuga, tocino, queso americano y piña vendido en Nueva Zelanda. A partir de 2019, toda la línea International Chicken Sandwiches todavía se vende en los restaurantes Burger King en Puerto Rico.

### Hamburguesas
Además del sándwich de Pollo Original, Burger King ha vendido o vende varios otros sándwiches similares a los sándwiches especiales. Se han vendido varias hamburguesas de esta familia de sándwiches, incluyendo un par de hamburguesas triples con queso llamadas Limo Burger y X-Tra Long Cheeseburger, la Bull's-Eye Barbecue Burger que era un tipo de hamburguesa doble con queso que incluía dos hamburguesas, queso americano, tocino y salsa barbacoa de la marca Kraft Bull's-eye, y la BBQ Hero que era también otro tipo de hamburguesa doble con queso y salsa barbacoa, tocino, lechuga, tomate y cebolla. La empresa introdujo otra hamburguesa de esta familia llamada Extra Long BBQ Cheeseburger en junio de 2014. El bocadillo constaba de dos hamburguesas, salsa barbacoa y aros de cebolla. Su composición es similar a la de la Rodeo Cheeseburger de la cadena.

### Otros productos

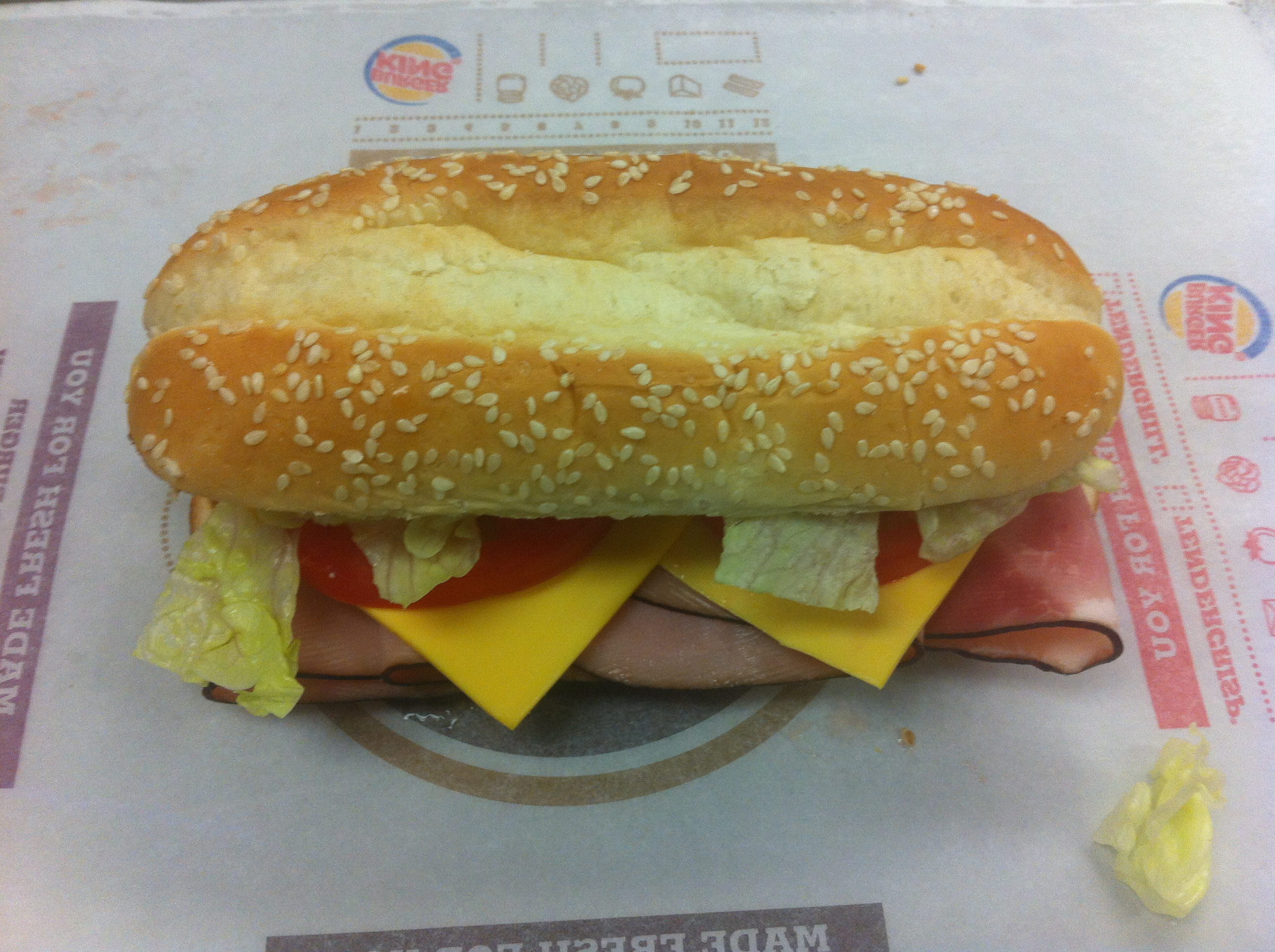
Un bocadillo de jamón y queso

En 1992 se vendió un sándwich de salchicha italiana a la parrilla, que se servía con cebolla y pimiento o al estilo parmesano con queso mozzarella y salsa marinara. Como parte de la promoción BK Dinner Baskets de la empresa en 1993, la cadena introdujo en Estados Unidos un sándwich de pastel de carne a la parrilla con kétchup y cebolla. En 2013, Burger King vendió un sándwich de bratwurst en una oferta regional por tiempo limitado en los estados norteamericanos de Wisconsin e Illinois. El sándwich llevaba un bratwurst fabricado por Johnsonville Foods, cebolla cruda y mostaza amarilla. A pesar de estar descatalogado, se han vuelto a lanzar versiones del sándwich de filete varias veces desde la década de 1970. Las cestas BK Dinner incluían un sándwich de filete, y en 2003 Burger King Nueva Zelanda introdujo el sándwich de filete Big Bloke que era casi idéntico al sándwich de 1979.
En una promoción de verano de 2015, Burger King trajo de vuelta su sándwich de pulled pork, vendido anteriormente en 2012 y 2013, en un nuevo formato vinculado a sus nuevos sándwiches «XL» (extra largos). El sándwich original se servía en lo que la empresa denominaba un panecillo «artesano» con pepinillos, cebollas, salsa barbacoa de la marca Sweet Baby Ray's y una salsa de ensalada de col, mientras que el sándwich XL Pulled Pork de 2015 eliminó la salsa de ensalada de col y cambió al panecillo de filete de 7 pulgadas del sándwich especial.

## Publicidad
Burger King introdujo la línea de sándwiches especiales en el marco de su campaña promocional Burger King and I (Burger King y yo), desarrollada por la agencia J. Walter Thompson (JWT). En los anuncios aparecían clientes y empleados elogiando los nuevos sándwiches acompañados de una breve descripción de los productos que se vendían.  El actor Stuart Pankin interpretaba a un portero en uno de los anuncios de la serie. Otra de las promociones utilizadas era un juego de rasca y gana llamado ¿Cuál es mi especialidad? en el que el cliente recibía una tarjeta con su compra en la que tenía que emparejar a personajes famosos con la profesión de dicha persona. El anuncio explicaba que si esperaba perder, se llevaría una decepción, ya que todas las tarjetas eran ganadoras. Los premios eran patatas fritas, refrescos y bocadillos.
El sándwich de ternera a la parmesana se presentó en una serie de anuncios de JWT centrados en el nuevo eslogan publicitario corporativo, «¿No tienes hambre de Burger King ahora?», dirigido al público masculino de 19 a 49 años. La campaña formaba parte de un programa de vuelta a lo básico diseñado para situar a la empresa en una posición más competitiva frente a su principal rival, McDonald's, que multiplicaba por tres el presupuesto publicitario de Burger King. Con el nuevo programa, la empresa esperaba establecerse como la alternativa de mayor calidad a McDonald's.
El sándwich de pastel de carne formaba parte de la nueva línea de productos y concepto de servicio BK Dinner Baskets. Para promocionar la línea de productos y el concepto, Burger King encargó a la agencia neoyorquina D'Arcy Masius Benton & Bowles la creación de una serie de anuncios «BK Teevee» con Dan Cortese, VJ de MTV. El eslogan desarrollado para la promoción era «BK, me encanta este sitio». El programa publicitario se diseñó como parte de un plan de vuelta a lo básico de Burger King tras una serie de campañas publicitarias decepcionantes, incluido el fracaso de su campaña de los años ochenta ¿Dónde está Herb?. Las Cestas para la cena eran una de las dos partes principales del plan, al igual que un menú económico recién introducido en respuesta a ofertas similares de McDonald's, Taco Bell y Wendy's.
En otoño e invierno de 2007, BK publicitó el sándwich de pollo italiano con un anuncio producido por Crispin Porter + Bogusky (CP+B) que tocaba el tema «Hazlo a tu manera» en un acordeón con un sencillo texto insertado que preguntaba al consumidor si tenía algún problema con que el sándwich se vendiera sólo en BK. Este inserto reproducía los estereotipos del «tipo duro» italiano. Otro anuncio de 2014 presentaba el sándwich como parte destacada de la promoción 2 por 5 $ de la empresa, una promoción de descuento en la que los clientes podían comprar dos sándwiches por 5 $.

### Controversias
La introducción en 1980 de un bocadillo a base de carne de ternera provocó la ira de grupos defensores de los derechos de los animales. En 1982, varios grupos denunciaron que la carne de ternera que se suministraba a Burger King probablemente se mantenía en jaulas en batería, sin poder moverse, y alimentada con una dieta baja en hierro diseñada para producir la carne ligeramente tonificada asociada a la ternera. A raíz de esta protesta, estos grupos lideraron un boicot a Burger King en tres países en abril de 1982. Los detractores del boicot alegaron que el tipo de ternera que se utilizaba era más probable que fuera ternera de corral debido a cuestiones de coste, alegando que simplemente no hay forma de que un sándwich de 2,00 $ utilice la carne de ternera de mayor calidad de 15,00 $/lb. Los grupos de defensa de los derechos se negaron a dar marcha atrás a pesar de las afirmaciones sobre los costes, porque Burger King sólo quiso dar a conocer el nombre del procesador de carne, pero no el de sus proveedores de carne de ternera. Finalmente, la cadena anunció su intención de retirar el bocadillo del mercado, afirmando que no se debía a los boicots, sino a la falta de demanda de los consumidores. De hecho, la cadena afirmó que el bocadillo se vendía mejor en los mercados donde se producían la mayoría de las protestas.
Una campaña publicitaria de 2009 en Singapur para la nueva hamburguesa con queso BK Super Seven Incher (BK Super de siete pulgadas) de la empresa, causó una notable polémica por el contenido del anuncio. Atribuida original y erróneamente a la empresa publicitaria de Burger King en aquel momento, Crispin Porter + Bogusky, que había generado controversia con algunos anuncios estadounidenses y europeos misóginos y culturalmente insensibles, más tarde se reveló que la responsable de la campaña era una empresa local de Singapur sin nombre.  La versión impresa del anuncio (en la imagen) asociaba abiertamente el sándwich con el sexo oral mediante imágenes e insinuaciones poco sutiles en la descripción impresa. Críticos de todo el mundo se quejaron de que el anuncio era «repugnante» y de que iba «demasiado lejos».
Se criticaron casi todos los aspectos del anuncio. La bloguera Rein Bhagwandat señaló que en el texto aparecían términos como «blow», que en su opinión aludían al argot «mamada». También creía que la imagen de la mujer en el anuncio se había sexualizado abiertamente, lo que, en su opinión, cosificaba a las mujeres en general. Un artículo de Psychology Today se hacía eco de las preocupaciones de Bhagwandat y añadía que el anuncio se exhibía abiertamente en espacios públicos y podía tener implicaciones preocupantes para los padres que tuvieran que explicar el contenido a los niños más pequeños.